# خط کیئو دوبوتسوئن
خط کیئو دوبوتسوئن (به ژاپنی: 京王動物園線, Keiō Dōbutsuen-sen) یک خط راه‌آهن وابسته به شرکت راه‌آهن کیئو است.